# Heron Quays (DLR)
Heron Quays (en anglais : Heron Quays DLR Station), est une station de la ligne de métro léger automatique Docklands Light Railway (DLR), en zone 2 Travelcard. Elle  est située sur la Bank Street à Heron Quays (en) (Canary Wharf) dans le borough londonien de Tower Hamlets sur le territoire du Grand Londres.
La station DLR, est en correspondance piétonne avec la station Canary Wharf desservie par la Jubilee line du métro de Londres, elle dessert les tours bureaux du sud de Canary Wharf et le centre commercial homonyme.

## Situation sur le réseau

Plan de la ligne du métro léger DLR.

Située en aérien, Heron Quays est une station de la branche sud de la ligne de métro léger Docklands Light Railway. Elle est établie entre les stations Canary Wharf, au nord, et South Quay, en direction du terminus sud Lewisham,. Elle est en zone 2 Travelcard.
La station dispose de deux voies encadrées par deux quais latéraux.

## Histoire
La station Heron Quays est mise en service le 31 août 1987 par le Docklands Light Railway lorsqu'il ouvre la section de Stratford à Island Gardens,.
La petite station standard d'origine est fermée en 2001 pour être reconstruite en étant intégrée dans son environnement de nouveaux bâtiments de grande hauteur. Elle intègre également de nouvelles plateformes plus longues pour permettre sa desserte par des rames de trois voitures. Elle est remise en service le 18 décembre 2002. L'intégration dans les nouveaux bâtiments est achevée en septembre 2003 avec l'ouverture d'une relation au nouveau centre commercial de Canary Wharf. Au printemps 2004 une correspondance piétonnière est opérationnelle entre la station Heron Quays DLR et la station Canary Wharf du métro de Londres desservie par la Jubilee line.
En 2016, la fréquentation de la station est de 8,291 millions d'utilisateurs.

## Services aux voyageurs

### Accès et accueil
La station est accessible par la Bank Street.

### Desserte
Heron Quays est desservie par les rames des relations Stratford - Lewisham aux heures de pointe, et Bank - Lewisham,.

Installations et desserte
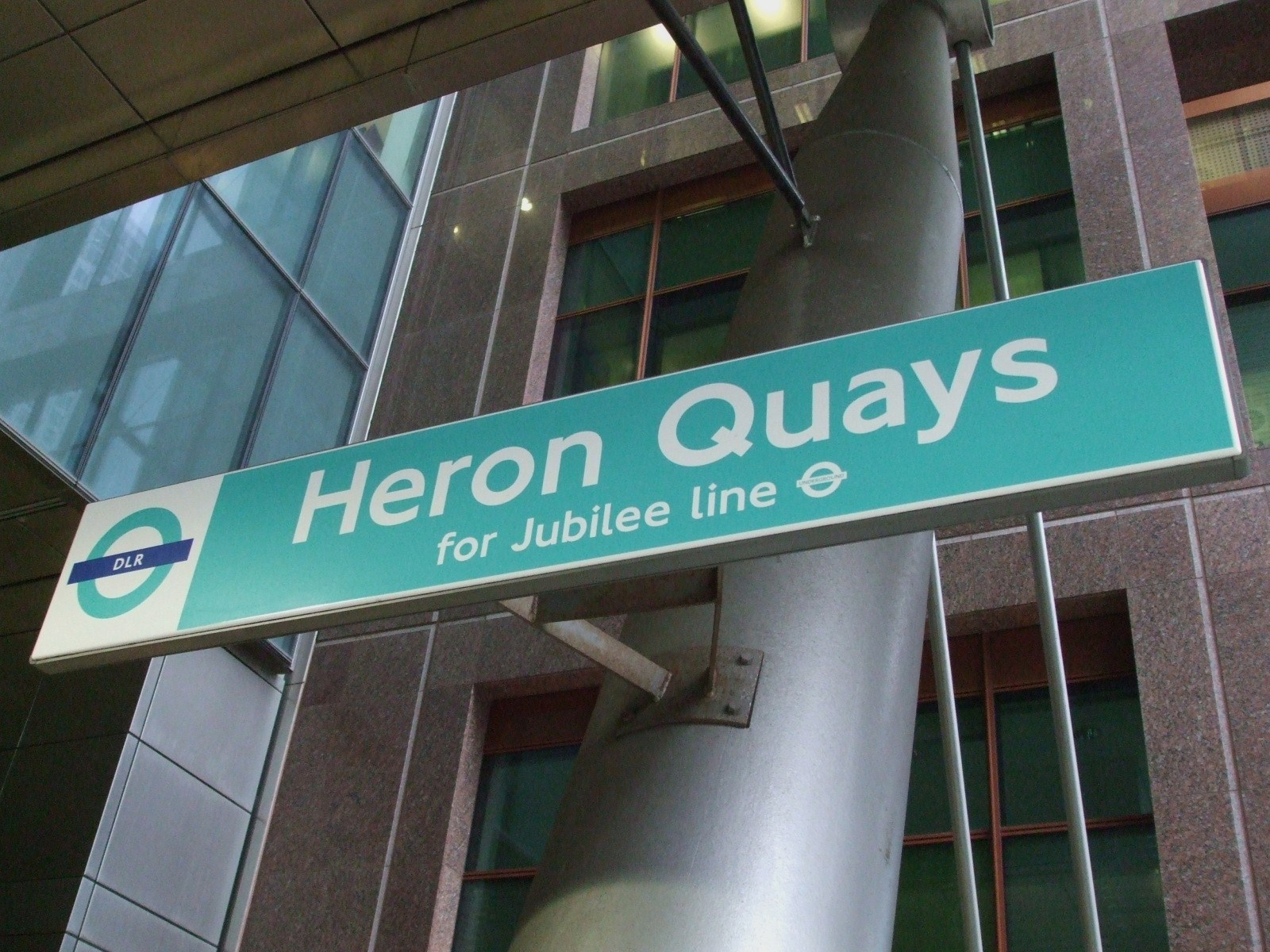
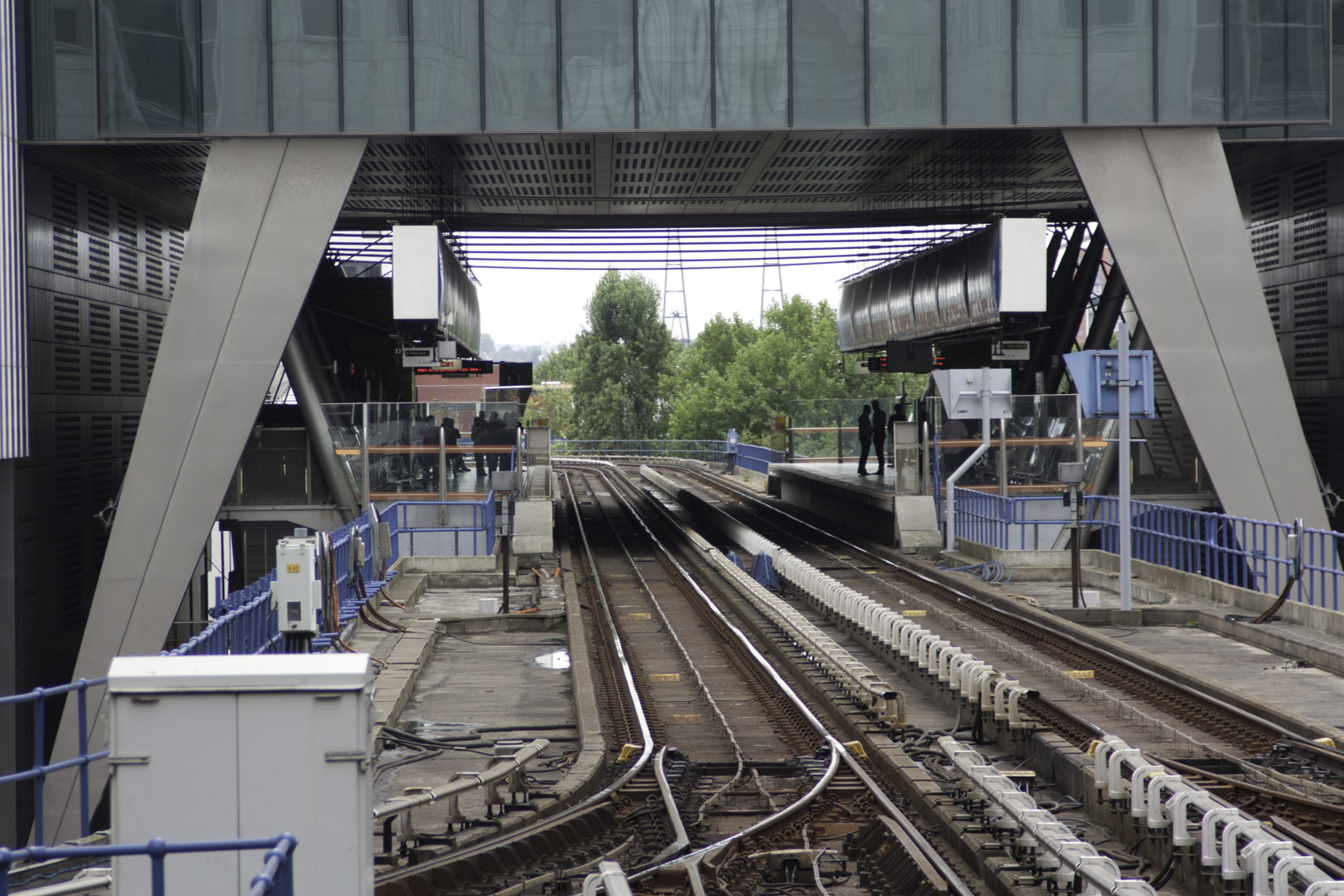
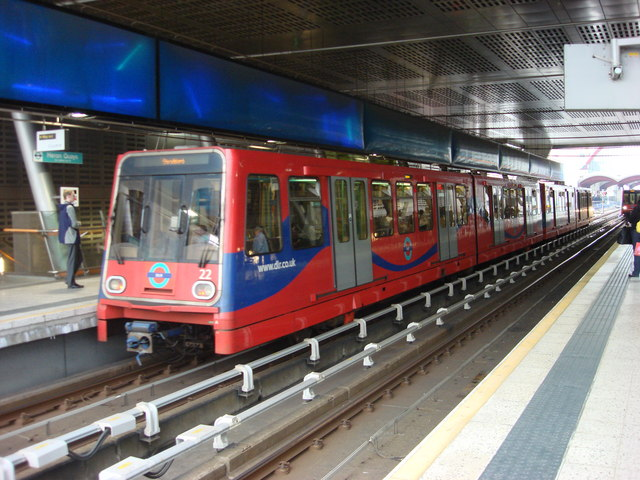

### Intermodalité
La station est desservie par les Autobus de Londres de la ligne D8.

## À proximité
- Heron Quays (en)
- Canary Wharf